# T-Systems
T-Systems är ett tyskt IT-service och IT-konsult företag som levererar till multinationella företag och offentlig sektor världen över. 
T-Systems är dotterbolag till Deutsche Telekom och har huvudkontor i Frankfurt. Företaget har omkring 52 700 anställda i mer än 20 länder runtom i världen och en omsatte 2012 cirka 10 miljarder euro.
I Tyskland är T-Systems ett bland de marknadsledande och arbetar med den tyska regeringens IT-hantering. Företaget levererar lösningar för alla branscher, inklusive bilindustrin,
telekom, finans och detaljhandeln.  Kunderna är bland annat Siemens, E-on, Shell, BMW och Stora Enso. I Sverige lanserades verksamheten 2012.

## Historia
Företaget grundades i Tyskland år 2000 när Deutsche Telekom AG köpte 51 procent av debis Systemhaus, som då var ett av de största IT-företagen i Tyskland. Målet var att skapa bättre ICT-lösningar än de som då fanns tillgängliga på marknaden. 2002 köptes resterande 49,9 procent från debis Systemhaus och T-Systems införlivades fullt ut som ett dotterbolag till Deutsche Telekom AG. Det första året inträffade en ledarskapskris då ledningarna för debis och Telekom inte delade samma mål för det nyskapade dotterbolaget. T-Systems genomförde därefter ett flertal upphandlingar där den kanske mest utmärkande är köpet som i december 2005 av Gedas som är Volkswagen Groups IT-bolag